# Färöische Fußballmeisterschaft 2024
Die Färöische Fußballmeisterschaft 2024 war die 82. Saison der höchsten färöischen Fußballliga. Die Liga heißt offiziell Betrideildin nach dem Hauptsponsor Betri Banki. Sie startete am 9. März 2024 mit dem Spiel zwischen 07 Vestur und Víkingur Gøta und endete am 26. Oktober 2024.
Die Aufsteiger NSÍ Runavík und Skála ÍF kehrten nach jeweils einem Jahr in die höchste Spielklasse zurück. Meister wurde zum dritten Mal nach 2016 und 2017 Víkingur Gøta. Titelverteidiger KÍ Klaksvík landete auf dem zweiten Platz. Absteigen mussten hingegen Skála ÍF nach einem Jahr sowie ÍF Fuglafjørður nach zwei Jahren Erstklassigkeit.
Im Vergleich zur Vorsaison verbesserte sich die Torquote auf 3,30 pro Spiel, was den höchsten Schnitt seit 2021 bedeutete. Den höchsten Sieg feierte Víkingur Gøta am 4. Spieltag beim 8:1-Auswärtssieg bei ÍF Fuglafjørður. Dies war mit neun Toren auch die torreichste Partie der Saison.

## Modus
In der Betrideildin spielte jede Mannschaft an 27 Spieltagen jeweils drei Mal gegeneinander. Die punktbeste Mannschaft zu Saisonende wurde Meister und nimmt an der Qualifikation zur Champions League teil, während die letzten beiden Mannschaften in die 1. Deild, die färöische Zweitklassigkeit, absteigen.

## Saisonverlauf

### Meisterschaftsentscheidung
Am 1. Spieltag stand KÍ Klaksvík auf den ersten Platz, am 2. und 3. Spieltag B36 Tórshavn. Ab dem 4. Spieltag war Víkingur Gøta Tabellenführer, was sie auch bis zum Saisonende blieben. Trotz der bleibenden Tabellenführung entwickelte sich zunächst ein Zweikampf zwischen HB Tórshavn und Víkingur Gøta. Nach zwei Niederlagen gegen B68 Toftir (0:1 am 15. Spieltag) und Víkingur Gøta (0:2 am 16. Spieltag) musste HB Tórshavn abreißen lassen. Nach einem 1:1 bei HB Tórshavn am 26. Spieltag stand die vorzeitige Meisterschaft fest.

### Qualifikation für das internationale Geschäft
Ab dem 6. Spieltag standen die ersten vier Mannschaften immer unter den Top vier. HB Tórshavn und KÍ Klaksvík wechselten im Laufe der Saison mehrfach die Plätze. Am Ende schaffte KÍ Klaksvík den zweiten Platz. Aufsteiger NSÍ Runavík hatte ab dem 6. Spieltag den vierten Platz inne. Durch den Pokalerfolg von HB Tórshavn erreichte der Aufsteiger somit die erste Qualifikationsrunde der UEFA Conference League 2025/26.

### Abstiegskampf
ÍF Fuglafjørður war seit dem 1. Spieltag auf dem letzten Tabellenplatz. Erst am 7. Spieltag konnte die Mannschaft beim 3:3 bei B36 Tórshavn den ersten Punkt holen. Den einzigen Sieg in der Saison feierten sie am 21. Spieltag beim 2:1-Heimsieg gegen HB Tórshavn. Mit insgesamt nur sieben Punkten (ein Sieg, vier Unentschieden) stieg die Mannschaft mit deutlichem Abstand ab.
Der zweite Abstiegsplatz hingegen war umkämpfter. Besonders EB/Streymur und B68 Toftir kämpften lange um den Klassenerhalt. Aufsteiger Skála ÍF war zwar auch im Abstiegskampf vertreten, stand aber bis zum 27. Spieltag nie auf einem Abstiegsplatz. Am 20. Spieltag trennten die drei Vereine nur zwei Punkte.
Ab dem 21. Spieltag legte EB/Streymur einen Schlussspurt hin. Sie gewannen fünf der letzten sieben Spiele. So sicherten sie sich mit einem 1:0-Heimsieg gegen B36 Tórshavn am 26. Spieltag den vorzeitigen Klassenerhalt.
B68 Toftir stand ab dem 21. Spieltag auf einem Abstiegsplatz. Erst am letzten Spieltag konnten sie mit einem 4:1 bei NSÍ Runavík den Abstiegsplatz verlassen, da Skála ÍF gleichzeitig bei B36 Tórshavn mit 0:3 verlor. Damit musste der Aufsteiger, der die ganze Saison nur am letzten Spieltag auf einem Abstiegsplatz stand, nach nur einer Saison wieder den Gang in die zweite Liga antreten.

## Vereine
| Mannschaft      | Stadion               | Spielort     |
| --------------- | --------------------- | ------------ |
| 07 Vestur       | á Dungasandi          | Sørvágur     |
| B36 Tórshavn    | Gundadalur            | Tórshavn     |
| B68 Toftir      | Tofta Leikvøllur (12) | Toftir       |
| B68 Toftir      | Tórsvøllur (1)        | Tórshavn     |
| EB/Streymur     | í Hólmanum            | Eiði         |
| HB Tórshavn     | Gundadalur            | Tórshavn     |
| ÍF Fuglafjørður | Í Fløtugerði          | Fuglafjørður |
| KÍ Klaksvík     | Við Djúpumýrar        | Klaksvík     |
| NSÍ Runavík     | við Løkin             | Runavík      |
| Skála ÍF        | Undir Mýruhjalla      | Skála        |
| Víkingur Gøta   | Sarpugerði            | Norðragøta   |

## Abschlusstabelle
| Pl. | Verein          | Sp. | S  | U | N  | Tore    | Diff. | Punkte |
| --- | --------------- | --- | -- | - | -- | ------- | ----- | ------ |
| 1.  | Víkingur Gøta   | 27  | 24 | 1 | 2  | 079:140 | +65   | 73     |
| 2.  | KÍ Klaksvík (M) | 27  | 22 | 1 | 4  | 058:240 | +34   | 67     |
| 3.  | HB Tórshavn (P) | 27  | 19 | 2 | 6  | 055:230 | +32   | 59     |
| 4.  | NSÍ Runavík (N) | 27  | 13 | 3 | 11 | 054:430 | +11   | 42     |
| 5.  | B36 Tórshavn    | 27  | 11 | 8 | 8  | 056:420 | +14   | 41     |
| 6.  | 07 Vestur       | 27  | 9  | 3 | 15 | 034:600 | −26   | 30     |
| 7.  | EB/Streymur     | 27  | 9  | 1 | 17 | 035:490 | −14   | 28     |
| 8.  | B68 Toftir      | 27  | 5  | 6 | 16 | 023:480 | −25   | 21     |
| 9.  | Skála ÍF (N)    | 27  | 5  | 5 | 17 | 027:570 | −30   | 20     |
| 10. | ÍF Fuglafjørður | 27  | 1  | 4 | 22 | 024:850 | −61   | 07     |

| (M) | Meister 2023     |
| (P) | Pokalsieger 2023 |

## Kreuztabelle
|                 | 07 Vestur | 07 Vestur | B36 Tórshavn | B36 Tórshavn | B68 Toftir | B68 Toftir | EB/Streymur | EB/Streymur | HB Tórshavn | HB Tórshavn | ÍF Fuglafjørður | ÍF Fuglafjørður | KÍ Klaksvík | KÍ Klaksvík | NSÍ Runavík | NSÍ Runavík | Skála ÍF | Skála ÍF | Víkingur Gøta | Víkingur Gøta |
| --------------- | --------- | --------- | ------------ | ------------ | ---------- | ---------- | ----------- | ----------- | ----------- | ----------- | --------------- | --------------- | ----------- | ----------- | ----------- | ----------- | -------- | -------- | ------------- | ------------- |
| 07 Vestur       | •         | •         | 0:3          | –            | 2:0        | –          | 4:2         | 2:0         | 0:3         | 1:4         | 1:0             | 1:0             | 0:4         | 5:1         | 3:0         | –           | 1:1      | –        | 0:2           | –             |
| B36 Tórshavn    | 2:2       | 4:4       | •            | •            | 1:1        | 2:0        | 1:0         | –           | 2:1         | –           | 3:3             | –               | 2:0         | –           | 2:2         | –           | 3:0      | 1:0      | 1:2           | 1:4           |
| B68 Toftir      | 1:2       | 1:0       | 0:3          | –            | •          | •          | 2:0         | 1:4         | 0:1         | 1:0         | 0:0             | –               | 0:2         | –           | 1:2         | 1:4         | 1:1      | –        | 1:2           | –             |
| EB/Streymur     | 6:0       | –         | 0:4          | 1:0          | 1:1        | –          | •           | •           | 0:4         | 1:4         | 5:0             | 2:1             | 0:1         | 1:2         | 4:1         | –           | 3:0      | 1:0      | 1:3           | –             |
| HB Tórshavn     | 1:0       | –         | 2:1          | 2:1          | 1:0        | –          | 2:1         | –           | •           | •           | 4:0             | 1:0             | 1:0         | 3:0         | 3:2         | –           | 3:0      | 3:0      | 1:1           | –             |
| ÍF Fuglafjørður | 0:1       | –         | 3:4          | 0:3          | 2:2        | 1:3        | 0:1         | –           | 2:1         | –           | •               | •               | 1:4         | –           | 2:4         | 0:3         | 1:2      | –        | 1:8           | 0:6           |
| KÍ Klaksvík     | 2:0       | –         | 4:2          | 2:2          | 3:0        | 4:0        | 2:1         | –           | 1:0         | –           | 6:0             | 2:1             | •           | •           | 3:2         | 3:1         | 3:1      | –        | 2:1           | 0:2           |
| NSÍ Runavík     | 4:1       | 4:0       | 1:0          | 2:2          | 1:4        | –          | 2:0         | 4:0         | 2:3         | 3:2         | 3:0             | –               | 1:2         | –           | •           | •           | 3:1      | 3:0      | 0:1           | –             |
| Skála ÍF        | 1:2       | 4:1       | 1:4          | –            | 3:1        | 1:1        | 3:0         | –           | 0:3         | –           | 3:2             | 3:3             | 1:2         | 0:1         | 0:0         | –           | •        | •        | 0:4           | 0:3           |
| Víkingur Gøta   | 5:1       | 4:1       | 4:0          | –            | 2:0        | 3:0        | 4:0         | 1:0         | 2:1         | 2:0         | 5:0             | –               | 1:2         | –           | 2:1         | 3:0         | 2:1      | –        | •             | •             |

## Torschützenliste
Bei gleicher Anzahl von Treffern sind die Spieler nach dem Nachnamen alphabetisch geordnet.
| Pl. | Name               | Team          | Tore |
| --- | ------------------ | ------------- | ---- |
| 1.  | Páll Klettskarð    | KÍ Klaksvík   | 23   |
| 2.  | Petur Knudsen      | NSÍ Runavík   | 15   |
| 3.  | Áki Samuelsen      | HB Tórshavn   | 12   |
| 3.  | Poul Kallsberg     | Víkingur Gøta | 12   |
| 5.  | Marius Lindh       | B36 Tórshavn  | 11   |
| 5.  | Zean Dalügge       | B36 Tórshavn  | 11   |
| 7.  | Steffan Løkin      | NSÍ Runavík   | 10   |
| 7.  | Olaf Bárðarson     | Vikingur Gota | 10   |
| 7.  | Finnur Justinussen | Vikingur Gota | 10   |
| 7.  | Sølvi Vatnhamar    | Vikingur Gota | 10   |

## Trainer
| Mannschaft      | Trainer                | Spieltage |
| --------------- | ---------------------- | --------- |
| 07 Vestur       | Steffen Landro         | 01–14     |
| 07 Vestur       | Dan Brimsvík           | 15–27     |
| B36 Tórshavn    | Dan Brimsvík           | 01–12     |
| B36 Tórshavn    | Magne Hoseth           | 13–27     |
| B68 Toftir      | Jákup á Borg           | 01–27     |
| EB/Streymur     | Sigfríður Clementsen   | 01–27     |
| HB Tórshavn     | Adolfo Sormani         | 01–27     |
| ÍF Fuglafjørður | Aleksandar Jovević     | 01–5      |
| ÍF Fuglafjørður | Jóan Pauli Jacobsen    | 06        |
| ÍF Fuglafjørður | Jákup Joensen          | 07–27     |
| ÍF Fuglafjørður | Ólavur Larsen          | 17–27     |
| KÍ Klaksvík     | Haakon Lunov           | 01–6      |
| KÍ Klaksvík     | Magne Hoseth           | 07–27     |
| NSÍ Runavík     | Jens Christer Wedeborg | 01–27     |
| Skála ÍF        | Pauli Poulsen          | 01–27     |
| Víkingur Gøta   | Jóhan Petur Poulsen    | 01–27     |

NSÍ Runavík, HB Tórshavn, KÍ Klaksvík und 07 Vestur starteten die Saison mit einem neuen Trainer.
Während der Saison gab es bei vier Mannschaften Trainerwechsel. Nur KÍ Klaksvík verbesserte sich nach dem Trainerwechsel um eine Position auf den zweiten Rang. Für 07 Vestur, B36 Tórshavn und ÍF Fuglafjørður hatte die Trainerwechsel hingegen keine Auswirkungen auf die Tabellenposition.

## Schiedsrichter
Folgende Schiedsrichter, darunter auch jeweils einer aus Dänemark, Finnland, Norwegen und Schweden, leiteten die 135 Erstligaspiele:
| Name                    | Stammverein     | Spiele |
| ----------------------- | --------------- | ------ |
| Jóhan Hendrik Ellefsen  | MB Miðvágur     | 16     |
| Dagfinn Forná           | NSÍ Runavík     | 16     |
| Eiler Rasmussen         | Skála ÍF        | 13     |
| Kári á Høvdanum         | Víkingur Gøta   | 12     |
| Heini Ziskason Viðoy    | HB Tórshavn     | 12     |
| Rúni Gaardbo            | B68 Toftir      | 11     |
| Bjarki Danielsen        | NSÍ Runavík     | 10     |
| Alex Troleis            | B68 Toftir      | 08     |
| Áki Leitisstein Hansen  | FC Hoyvík       | 07     |
| Jákup Øssursson Mohr    | ÍF Fuglafjørður | 07     |
| Rani Andrasson Skaalum  | Undrið FF       | 07     |
| Runi Olsen              | MB Miðvágur     | 06     |
| Árni Brandsson Petersen | KÍ Klaksvík     | 04     |
| Mohammad Hafezi         | -               | 01     |
| Svend Funder-Kristensen | -               | 01     |
| Høgni Madsen            | -               | 01     |
| Per Melin               | -               | 01     |
| Miika Pesonen           | -               | 01     |
| Leivur Zachariassen     | Skála ÍF        | 01     |

## Die Meistermannschaft
In Klammern sind die Anzahl der Einsätze sowie die dabei erzielten Tore genannt.
| 1. | KÍ Klaksvík |
|    | Ingi Arngrímsson (4/1) \| Árni Nóa Atlason (24/3) \| Olaf Bárdarson (20/10) \| Signar á Brúnni (16/1) \| Páll Eirik Djurhuus (6/0) \| Aron Ellingsgaard (22/2) \| Atli Gregersen (27/2) \| Bergur Gregersen (23/1) \| Rani Hansen (3/0) \| Jákup Johansen (23/7) \| Ingi Jonhardsson (19/0) \| Finnur Justinussen (26/10) \| Poul Kallsberg (22/12) \| Martin Klein (15/3) \| Jørgen Nielsen (17/8) \| Ari Olsen (21/1) \| Bárdur á Reynatröd (27/0) \| Arnbjørn Svensson (26/3) \| Géza Dávid Turi (26/5) \| Sølvi Vatnhamar (23/10) ohne Einsatz: Hans Jákup Arngrímsson, Bjørn Bjarkhamar, Óla Kristian Jacobsen, Áki Magnussen - Trainer: Jóhan Petur Poulsen |

## Nationaler Pokal
Im Landespokal gewann HB Tórshavn im Elfmeterschießen gegen B36 Tórshavn (4:3 i. E.; 2:2 n. V.).

## Europapokal
2024/25 trat KÍ Klaksvík als Meister des Vorjahres in der 1. Qualifikationsrunde zur Champions League an. Dort setzen sie sich mit 2:0 und 0:0 gegen FC Differdingen 03 (Luxemburg) durch. In der 2. Qualifikationsrunde konnten sie gegen Malmö FF (Schweden) die 1:4-Auswärtsniederlage trotz des 3:2-Sieges im Rückspiel nicht mehr wettmachen. Daraufhin trat KÍ in der 3. Qualifikationsrunde zur Europa League an. Das Hinspiel gegen FK Borac Banja Luka (Bosnien und Herzegowina) wurde auf den Färöern mit 2:1 gewonnen, das Rückspiel wurde mit 1:3 nach Verlängerung verloren. In den entscheidenden Play-offs der UEFA Conference League schied KÍ Klaksvík nach einem 2:2 zu Hause und einer 1:2-Niederlage gegen HJK Helsinki (Finnland) aus.
Víkingur Gøta trat in der 1. Qualifikationsrunde zur UEFA Europa Conference League gegen FK Liepāja (Lettland) an und setzte sich mit 1:1 und einem 2:0-Heimsieg durch. Gegen KAA Gent (Belgien) verlor Víkingur in der 2. Qualifikationsrunde beide Spiele mit 1:4 und 0:3.
HB Tórshavn startete als Pokalsieger in der 2. Qualifikationsrunde zur UEFA Europa Conference League gegen Hajduk Split (Kroatien) und schied nach einer 0:2-Auswärtsniederlage und einem 0:0 zu Hause aus.
B36 Tórshavn schied in der 1. Qualifikationsrunde zur UEFA Europa Conference League gegen FK Auda (Lettland) mit 0:2 und 0:1 aus.